# Aegialia nanus
Aegialia nanus är en skalbaggsart som beskrevs av Brown 1931. Aegialia nanus ingår i släktet Aegialia och familjen Aegialiidae. Inga underarter finns listade i Catalogue of Life.